# چشمه باریک
چشمه باریک (به کوردی: کیَنی وایِر)
یکی از روستاهای استان ایلام است که در دهستان گچی، بخش گچی، شهرستان ملکشاهی واقع شده است.